# Yahya Michot
Jean R. Michot, nach seiner Konversion zum Islam Yahya Michot (arabisch ميشوت، يحيى, geb. 3. Juli 1952, Thuin, Provinz Hennegau, Belgien; gest. 1. April 2025, Vereinigte Staaten) war ein belgischer Islamwissenschaftler. Er war auf die Forschung zu Avicenna und zu dem Traditionalisten Ibn Taimīya (1263–1328) spezialisiert.

## Leben
Nach einem Sekundarstudium am Collège Cardinal Mercier in Braine-l’Alleud studierte Michot Philosophie an der Université catholique de Louvain und promovierte 1981 über La destinée de l’homme selon Avicenne („Die Bestimmung des Menschen nach Avicenna“) unter der Leitung von Professorin Simone Van Riet. Er wurde Assistent und war Studienleiter am Institut supérieur de philosophie der Universität Louvain.
Er konvertierte zum Islam und nahm den Vornamen „Yahya“ an. Von 1995 bis 1998 war er Präsident des Obersten Rates der Muslime in Belgien (Conseil supérieur des musulmans de Belgique).
Im Jahr 1998, nach einer Kontroverse um einen Artikel, den er unter dem Pseudonym „Nasreddin Lebatelier“ veröffentlichte, in dem er einen Text von Ibn Taymiyya und die Ermordung der Mönche von Tibéhirine, die zwei Jahre zuvor in Algerien stattgefunden hatte, parallelisierte, handelte er einen gütlichen Abschied mit der Universität Louvain aus. Er wurde Teilzeitdozent am Zentrum für Islamstudien der University of Oxford, dann am Seminary in Hartford (Connecticut), bis zu seiner Emeritierung im April 2018.
Er war Mitherausgeber des Journals The Muslim World.

## Werk

### Ibn Taymiyya
- Ibn Taymiyya. Les Saints du Mont Liban. Absence, jihâd et spiritualité, entre la montagne et la cité. Cinq fetwas traduits de l’arabe, introduits et annotés. 2007.
- Ibn Taymiyya. Mécréance et pardon Textes traduits de l’arabe, introduits et annotés. 2005.
- Ibn Taymiyya. Un Dieu hésitant ? Texte traduit de l’arabe, introduit et annoté, 2004.
- Ibn Taymiyya. Mardin : Hégire, fuite du péché et « demeure de l’Islam ». Textes traduits de l’arabe, annotés et présentés en relation à certains textes modernes. 2004.
- Ibn Taymiyya. Le haschich et l’extase. Textes traduits de l’arabe, présentés et annotés, 2001.
- Ibn Taymiyya Le statut des moines. Traduction française, en référence à l’affaire de Tibéhirine (sous le pseudonyme de Nasreddin Lebatelier), 1997.
- Ibn Taymiyya, Les intermédiaires entre Dieu et l’homme (Risâlat al-wâsi a bayna l-khalq wa laqq). Traduction française suivie de Le Shaykh de l’Islam Ibn Taymiyya: chronique d’une vie de théologien militant, 1996.
- Ibn Taymiyya. Lettre à un roi croisé (al-Risâlat al-Qubru iyya). Traduction de l’arabe, introduction, notes et lexique, 1995.
- Ibn Taymiyya. Lettre à Abû l-Fidâ’. Traduction de l’arabe, présentation, notes et lexique, 1994.
- Musique et danse selon Ibn Taymiyya. Le Livre du Samâ‘ et de la danse (Kitâb al-samâ‘ wa l-raq ) compilé par le Shaykh Mu ammad al-Manbijî. Traduction de l’arabe, présentation, notes et lexique, 1991.

### Avicenna
- Avicenna. Réfutation de l’astrologie. Édition et traduction du texte arabe, introduction, notes et lexique. 2006, Al-Bouraq.
- Avicenne. Livre de la Genèse et du Retour (Kitâb al-mabda’ wa l-ma‘âd). Traduction française intégrale. Version exploratoire, 2002.
- Avicenne. Lettre au vizir Abû Sa‘d. Editio princeps d’après le manuscrit de Bursa, traduction de l’arabe, introduction, notes et lexique, 2000, Al-Bouraq.
- La destinée de l’homme selon Avicenne. Le retour à Dieu (ma‘âd) et l’imagination, 1986.

### Islam
- Musulman en Europe. Réflexions sur le chemin de Dieu (1990-1998); préface de Tariq Ramadan, 2002.